# Shūzō Oshimi
Shūzō Oshimi (押見 修造 Oshimi Shūzō?) (Gunma, 1981) es un mangaka establecido en Tokio, publica sus trabajos en la editorial Kodansha. Su debut en la revista Gekkan Shōnen Magazine fue con su obra Superfly, pero su obra más conocida es el manga Aku no Hana; sus trabajos han sido adaptados tanto a dramas de televisión, anime y películas de acción real. En 2001 ganó el Premio Tetsuya Chiba. En España se han publicado varias de sus obras.

## Carrera
Oshimi es del pueblo de Kiryu en la Prefectura de Gunma, el mismo lugar que sirvió de locación para el manga Aku no Hana; la primera serie publicada por Kodansha fue Avant-Garde Yumeko en la revista Bessatsu Young Magazine; sus trabajos han sido adaptados a diferentes medios: Aku no Hana fue una serie de anime y posteriormente una película de acción real, Drifting Net Café fue un drama de televisión y Sweet Poolside fue adaptado a una película de acción real.
En sus primeros años de educación Oshimi leía poemas de autores como Sakutaro Hagiwara y Mitsuharu Kaneko; además tenía cierta afición a artistas surrealistas y simbolistas como André Breton, Max Ernst, Paul Delvaux, Francisco de Goya y, su preferido, Odilon Redon. También en su adolescencia, Oshimi leyó el manga Sakura no Uta de Tetsu Adachi, sintiéndose profundamente identificado con su protagonista, lo que más tarde le influiría a la hora de crear Aku no Hana.  En sus trabajos, él casi siempre se identifica total o parcialmente con los protagonistas de la historia.
El estilo narrativo de Oshimi consiste en historias poco convencionales y personajes bien definidos. Sus historias, que se apoyan en gran parte en la narrativa visual, de poco diálogo, usualmente presentan situaciones incómodas e inquietantes. Sus temas varían desde la perversión, la adolescencia y su propia experiencia en esa época. También ha tocado en más de una ocasión el tema de la disfemia o tartamudez, la cual Oshimi padece. Cree que la perversión es una parte característica de cada persona. En el manga Boku wa Mari no Naka explora la perspectiva femenina de la adolescencia en una historia de cambio de sexo.

## Vida personal
Oshimi padece disfemia tónica desde la adolescencia temprana. Está casado y tiene un hermano menor que le ha hecho de ayudante con sus manga en alguna ocasión. 

## Obras
- Superfly (スーパーフライ?) (2001, trabajo independiente)[9]

- Midnight Paranoia Star (真夜中のパラノイアスター Mayonaka no Paranoia Sutā?)[10]

- Avant-Garde Yumeko (アバンギャルド夢子 Abangyarudo Yumeko?) (2003, Kodansha)[11]

- Sweet Poolside (スイートプールサイド?) (2004, Kodansha)[12]

- Devil Ecstasy (デビルエクスタシー?) (2005-2006, Kodansha)[13]

- Yūtai Nova (ユウタイノヴァ?) (2007-2008, Kodansha)[14]

- Cibercafé a la Deriva (漂流ネットカフェ Hyōryū Netto Kafe?) (2008-2011, Futabasha)[15]

- Las Flores del Mal (惡の華 Aku no Hana?) (2009-2014, Kodansha)[16]

- Shino no es Capaz de Decir su Propio Nombre (志乃ちゃんは自分の名前が言えない Shino-chan wa Jibun no Namae ga Ienai?) (2011-2012, Ohta Publishing)[17]

- Boku wa Mari no Naka (ぼくは麻理のなか?) (2012-2015, Futabasha)[18]

- Happiness (ハピネス?) (2015-2019, Kodansha)[19]

- Rastros de Sangre (血の轍 Chi no Wadachi?) (2017-2023, Shogakukan)[20]

- Okaeri Alice (おかえりアリス?) (2020-2023, Kodansha)[21]

## Obra editada en español
En abril de 2014, Milky Way Ediciones anuncia la licencia de Cibercafé a la Deriva, siendo una de las primeras publicaciones manga de la editorial asturiana. El 13 de junio de ese mismo año, apenas un par de semanas antes del lanzamiento de su primer volumen, Norma Editorial anuncia la licencia de Las Flores del Mal, que contaría con la traducción de Marc Bernabé y se publicaría entre 2014 y 2016.
En abril de 2018, Milky Way vuelve a publicar a Oshimi, en este caso se trata del tomo único  Shino no es Capaz de Decir su Propio Nombre, traducida nuevamente por Marc Bernabé.
Durante el Salón del Manga de 2019, Milky Way anuncia que publicará Rastros de Sangre, una de las últimas obras de Oshimi, traducida por Verònica Calafell.
En abril de 2021, Milky Way anuncia que publicará Happiness.
El anime de Las Flores del Mal se encuentra disponible en español en la plataforma de streaming Crunchyroll.